# Aeropuerto Jaime Ortiz Betancur
El aeropuerto Jaime Ortiz Betancur (IATA: IGO, OACI: SKIG), también conocido como el aeropuerto de Chigorodó, es un aeropuerto de aviación general que sirve a la ciudad de Chigorodó en el departamento de Antioquia en Colombia.
El aeropuerto está al norte de la ciudad, al norte del río Guaduas, que desemboca en el golfo de Urabá.
El VOR-DME de Los Cedros (Ident: LCE) está ubicado a 15,7 kilómetros al norte-noroeste del aeropuerto.